# Romics László
Romics László (Érd, 1936. október 26. – Budapest, 2011. július 30.) Széchenyi-díjas magyar orvos, belgyógyász, egyetemi tanár, a Magyar Tudományos Akadémia rendes tagja. Kutatási területe a zsírokkal és szénhidrátokkal kapcsolatos anyagcserezavarok. 1988 és 1991 között a Semmelweis Orvostudományi Egyetem rektorhelyettese, 1996 és 1999 között az egyetem rektora. Öccse Romics Imre orvos, urológus, az orvostudományok doktora.

## Életpályája
1956-ban kezdte meg egyetemi tanulmányait a Budapesti Orvostudományi Egyetemen (később Semmelweis Orvostudományi Egyetem, majd 2000-től Semmelweis Egyetem). Itt szerzett orvosi diplomát 1962-ben. Ennek megszerzése után az egyetem III. számú Belgyógyászati Klinikájának munkatársa lett. Itt 1982-ig dolgozott előbb adjunktusi, majd docensi beosztásban. Ekkor lett az Országos Reumatológiai és Fizikoterápiás Intézet (ORFI) igazgatóhelyettese, valamint belgyógyászati osztályának vezetője. 1985-ben visszatért az egyetemre, ahol ismét a III. számú Belgyógyászati Klinikán dolgozott, immár tanszékvezető egyetemi tanári beosztásban. A klinikát 2006-ig vezette. 1988-ban az egyetem rektorhelyettesévé választották, e tisztségét 1991-ig töltötte be. 1996-ban az egyetem rektora lett hároméves időszakra. Közben az egyetem Kútvölgyi Klinikai Tömb megbízott főigazgatójává nevezték ki. 2006-ban professor emeritusi címet kapott.
1976-ban védte meg az orvostudományok kandidátusi, 1994-ben akadémiai doktori értekezését. Az MTA Klinikai I. számú Bizottságának lett tagja. Akadémiai doktori fokozatának megszerzése után egy évvel a Magyar Tudományos Akadémia levelező tagjává, 2001-ben pedig rendes tagjává választották. 2002-ben az Orvosi Tudományok Osztálya elnökhelyettese, majd 2008-ban elnöke lett. Utóbbi tisztségéből fakadóan az MTA elnökségének tagja. Akadémiai tisztségei mellett a Belgyógyászati Szakmai Kollégium elnöke, a Magyar Belgyógyász Társaság elnökségi tagja. Vezette több éven át a Magyar Arterioszklerosis Társaságot, később tiszteletbeli elnökké választották. 2003 és 2005 között a Magyar Orvostársaságok és Egyesületek Szövetsége (MOTESZ) elnöke, valamint ezenkívül több európai tudományos társaság tagja volt. Az Orvosi Hetilap, valamint a Magyar Belorvosi Archívum és a Medicus Universalis című tudományos szakfolyóiratok szerkesztőbizottságának tagja volt.
Érd megyei jogú város legnagyobb egészségügyi intézménye, a Dr. Romics László Egészségügyi Intézmény az ő nevét viseli.

## Díjai, elismerései
- Markusovszky-emlékérem (1992)
- Magyar Imre-emlékérem (1993)
- Gerő Sándor-emlékérem (1995)
- Tangl Ferenc-emlékérem (1996)
- Szent-Györgyi Albert-díj (1999)
- Pázmány Péter felsőoktatási díj (2001, Pro Renovanda Cultura Hungariae)
- Semmelweis-emlékérem (2002)
- Batthyány-Strattmann László-díj (2003)
- Széchenyi-díj (2005)
- A Magyar Köztársasági Érdemrend középkeresztje (2011, posztumusz)

## Főbb publikációi
- A lipoprotein frakciók megoszlása arteriosclerosis obliteransban szenvedő férfiakban (társszerzőkkel, 1989)
- Long Lasting Efficacy of Bezalip Retard on the Regulation of Lipid Levels after Discontinuation of Administration in Patients with Hyperlipoproteinemia (társszerzőkkel, 1990)
- Plasma lipoprotein (a) Concentration and Phenotypes in Diabetes mellitus (társszerzőkkel, 1993)
- Zsíranyagcsere-zavarok klinikai jelentősége és kezelése (Pados Gyulával, 1995)
- Zsíranyagcsere-zavarok a mindennapi gyakorlatban (társszerző, 1995)
- Pontmutációk kimutatása familiáris hypercholesterinaemiás betegekben (társszerzőkkel, 1997)
- Association of Angiotensin II Type 1 Receptor Polymorphism with Resistant Essential Hypertension (társszerzőkkel, 1998)
- Angiotensin II type 1 Receptor Gene Polymorphism and Mitral Valve Prolapse Syndrome (társszerzőkkel, 2000)
- Association of Polymorphisms and Allelic Combinations in the Tumour Necrosis Factor-alpha-complement MHC Region with Coronary Artery Disease (társszerzőkkel, 2002)
- Lipidszintcsökkentő kezelés és rhabdomyolysis (társszerzőkkel, 2003)
- A férfi nemi szervek és betegségeik; SubRosa, Bp., 1997 (Az egészséges életért)
- Romics Imre–Fekete Ferenc: Urológia mindenkinek; Springer Tudományos, Bp., 2000 (Betegoktató könyvek)
- Lélektől lélekig. Romics Imrével beszélget Koltay Gábor; Kairosz, Bp., 2012 (Magyarnak lenni)
- Adatok a magyar urológia történetéhez; Semmelweis, Bp., 2017